# Pseudonortonia convexiuscula
Pseudonortonia convexiuscula är en stekelart som beskrevs av Giordani Soika 1939. Pseudonortonia convexiuscula ingår i släktet Pseudonortonia och familjen Eumenidae. Inga underarter finns listade i Catalogue of Life.